# Mađarsko kulturno društvo Népkör u Osijeku
Mađarsko kulturno društvo Népkör iz Osijeka je kulturno društvo mađarske manjine u Republici Hrvatskoj.
Osnovano je 1946. godine.
Sjedište društva je na adresi Šandora Petefija 76, Osijek, u gradskoj četvrti Retfala.
MKD Népkör je organizator manifestacije Dani Mađara u Osijeku koja se održava od 1999. godine, kao i međunarodnog Regionalnog susreta zborova, proslave Uzašašća (kirbaja mađarske Retfale), međužupanijskog Retfalačkog susreta zborova, izložbe Retfalački susreti i mnogih drugih manifestacija.
U sklopu MKD Népkör djeluje više sekcija, kao što su mješoviti pjevački zbor, sekcija za njegovanje mađarskog jezika i kulture, dramsko-literarna sekcija, sekcija za rad s djecom, folklorna sekcija, sekcija za rukotvorine, rekreativno-sportska sekcija, itd. a društvo raspolaže i bogatom knjižnicom na mađarskom jeziku.
Dobitnik je Nagrade Grada Osijeka 2006. godine, a Predsjednik Društva Daniel Magdika Pečata Grada Osijeka 2018. godine.